# First Rays of the New Rising Sun
First Rays Of The New Rising Sun (рус. Первые лучи нового восходящего солнца) — посмертный сборник Джими Хендрикса, вышедший в 1997 году. Состоит из записей, над которыми Джими работал в последние дни своей жизни и которые могли войти в его будущий одноимённый альбом, а также из треков периода 1968—1969 годов. Финальное микширование и ремастеринг выполнил Эдди Крамер. Первый альбом, за процессом обработки которого следили члены семьи Джими Хендрикса.

## Об альбоме
First Rays of the New Rising Sun состоит из 17 песен, созданных за период с марта 1968 года до последней сессии в Electric Lady Studios в августе 1970. Сложенный и записанный с оригинальных студийных фонограмм, альбом содержит много наиболее творческих достижений Хендрикса, к примеру: «Night Bird Flying», «Angel», «Dolly Dagger», «Hey Baby (New Rising Sun)» и «In From the Storm».
Диск занял 49-е место в американском чарте Billboard 200.

## Список композиций
| №   | Название                    | Длительность |
| --- | --------------------------- | ------------ |
| 1.  | «Freedom»                   | 3:26         |
| 2.  | «Izabella»                  | 2:50         |
| 3.  | «Night Bird Flying»         | 3:50         |
| 4.  | «Angel»                     | 4:21         |
| 5.  | «Room Full Of Mirrors»      | 3:21         |
| 6.  | «Dolly Dagger»              | 4:44         |
| 7.  | «Ezy Ryder»                 | 4:07         |
| 8.  | «Drifting»                  | 3:48         |
| 9.  | «Beginnings»                | 4:12         |
| 10. | «Stepping Stone»            | 4:12         |
| 11. | «My Friend»                 | 4:12         |
| 12. | «Straight Ahead»            | 4:42         |
| 13. | «Hey Baby (New Rising Sun)» | 6:04         |
| 14. | «Earth Blues»               | 4:21         |
| 15. | «Astro Man»                 | 3:34         |
| 16. | «In From The Storm»         | 3:41         |
| 17. | «Belly Button Window»       | 3:36         |

## Участники записи
- Джими Хендрикс — бас, гитара, пианино, вокал, бэк-вокал, продюсер, микширование.
- Бадди Майлз — ударные (на треках 5 и 7), бэк-вокал
- Джон Митчелл — ударные, продюсер, микширование
- Альберт Аллен — бэк-вокал
- Артур Аллен — бэк-вокал
- Стив Уинвуд — бэк-вокал
- Билли Армстронг — перкуссия
- Джеймс Майес — ударные в песне «My Friend»
- Пол Карузо — гармоника в песне «My Friend»
- Стивен Стиллз — пианино в песне «My Friend»
- Билли Кокс — бас-гитара, бэк-вокал
- Джон Янсен — продюсер, микширование
- Эдди Крамер — продюсер, микширование, фотограф, ремастеринг
- Юма Султан — перкуссия
- Крис Вуд — фоновый вокал